# NGC 3610
NGC 3610 је елиптична галаксија у сазвежђу Велики медвед која се налази на NGC листи објеката дубоког неба.
Деклинација објекта је + 58° 47' 12" а ректасцензија 11h 18m 24,9s. Привидна величина (магнитуда) објекта NGC 3610 износи 10,7 а фотографска магнитуда 11,7. Налази се на удаљености од 22,675 милиона парсека од Сунца. NGC 3610 је још познат и под ознакама UGC 6319, MCG 10-16-107, CGCG 291-48, PGC 34566.